# Joseph-Hippolyte Doublard du Vigneau
Joseph-Hippolyte Doublard du Vigneau, né à Angers le 7 octobre 1791 et mort le 19 août 1842 à La Jaille-Yvon, était un officier français, et chef chouan en 1815.

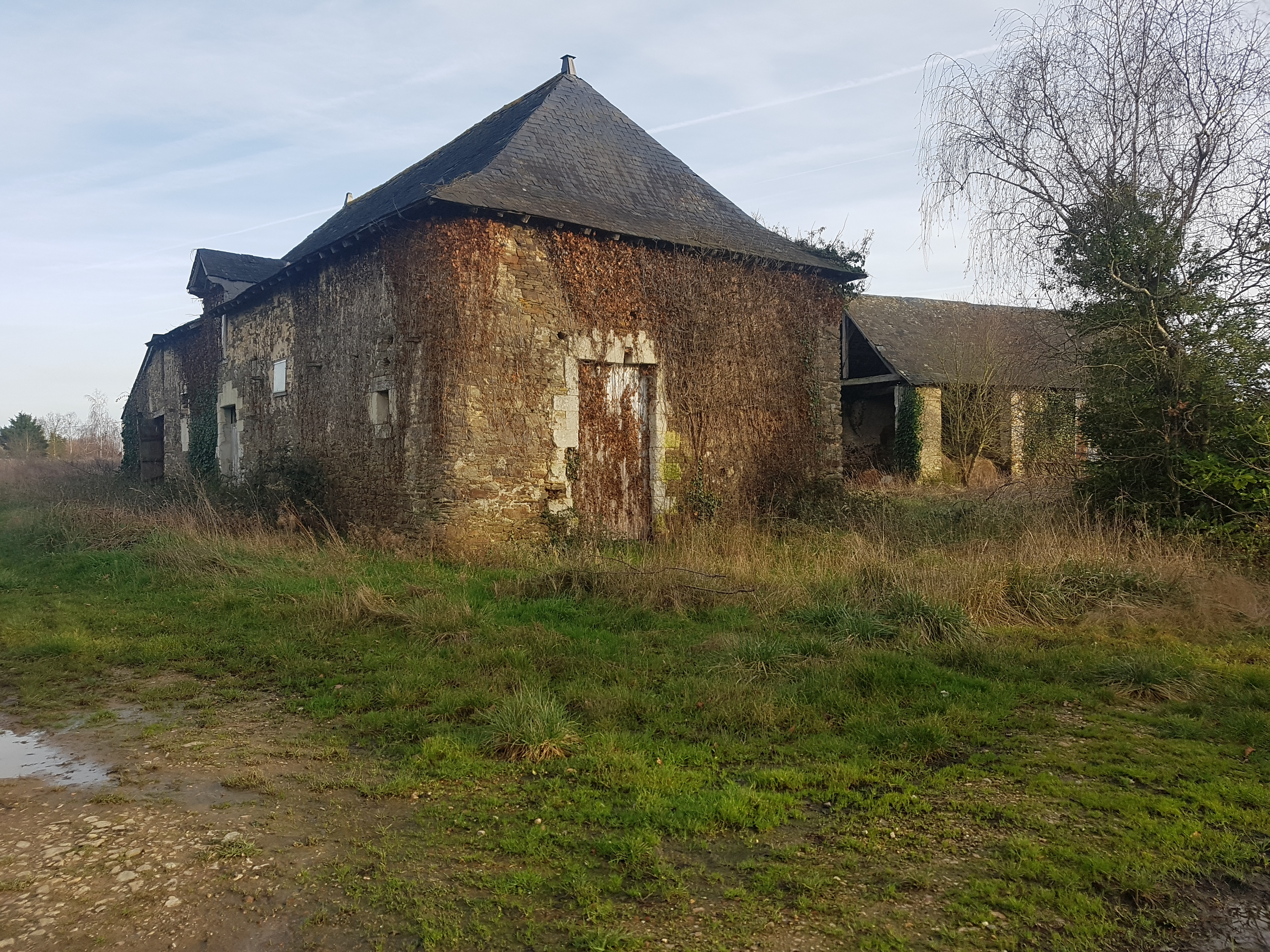
La ferme du Vigneau à Contigné (49)

## Biographie
Fils de Simon-Joseph Doublard du Vigneau (1762-1835), seigneur du Vigneau, émigré, dans l'armée des Princes, et de Françoise-Renée-Victoire Gastineau (1765-1821) dont le père Jacques-Nicolas-René fut guillotiné le 14 ventôse, an II (4 mars 1794) pendant la période dite de la Terreur.
Il épouse Angélique-Leon Leclerc en 1826.
Il est le frère de Achille-Jean Doublard du Vigneau (1801-1858), propriétaire du château du Plessis à La Jaille-Yvon.

Maire de la commune de La Jaille-Yvon en 1818,. Par héritage, il est le propriétaire du château de L'oncheraie dans la commune de La Jaille-Yvon, ce château fut remanié en style néo-gothique vers 1876 par la famille de Messey, sa fille Laure Doublard du Vigneau avait épousé en 1847 Léon de Messey,.

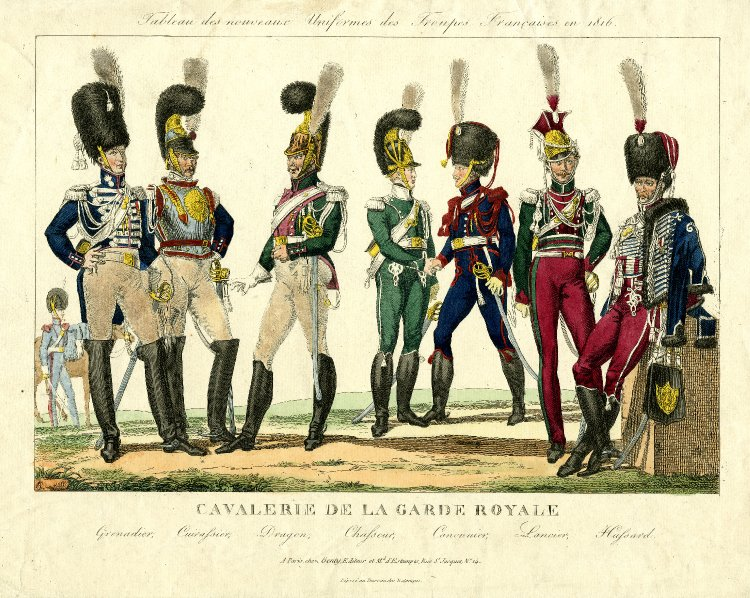
Cavalerie de la Garde royale.

## Chouannerie
Il prend part à la chouannerie de 1815, il est capitaine de La Jaille-Yvon pendant les Cent-jours, sous les ordres du général d'Andigné.

### La ferme du Vigneau
Le fief et maison de maître du Vigneau à Contigné, qui donne son nom à la famille Doublard du Vigneau, fut un refuge pour les chefs chouans de la région, comme Jacques Bruneau de La Mérousière dit Monsieur Jacques, Jean-René Guitter dit Saint Martin , Guinoiseau dit Joli-Cœur, René Brillet de Saint-Jean dit Danse en l'ombre, Marin-pierre Gaullier dit Grand Pierre,.
La proprieté est vendu nationalement à la Révolution française le 15 thermidor, an IVpendant l'émigration de Simon-Joseph Doublard du Vigneau (1762-1835), mais fut rachetée par Françoise-Renée-Victoire Gastineau son épouse.

## Restauration
Il est lieutenant en premier dans le 2e régiment des cuirassiers de la Garde royale en 1818 sous Louis XVIII.

## Décorations
- Chevalier de l'Ordre royal de la Légion d'honneur, le 19 mars 1815[17].

## Héraldique
Doublard du Vigneau : «D'or à un chevron d'azur, accompagné de trois trèfles du même, et au chef de gueules chargé de trois couronnes comtales d'argent »,